# Раздольский сельский округ (Краснодарский край)
Раздо́льский се́льский о́круг — административно-территориальная единица в Хостинском районе города Сочи (муниципального образования город-курорт Сочи)  Краснодарского края. 
Объединяет сельские населённые пункты района, находящиеся за городской чертой в бассейнах рек Бзугу и Мацеста.
Назван по крупнейшему населённому пункту округа — селу Раздольное. Административный центр находится в селе Краевско-Армянское.

## История
Округ является правопреемником Раздоленской волости Сочинского округа Черноморской губернии.
В Советское время известен как Раздольский сельский совет. После упразднения Адлерского района Краснодарского края 10 февраля 1961 года, решением КИК от 7 апреля 1961 года Раздольский сельский совет был переподчинён Адлерскому району г. Сочи. С 7 декабря 1962 года по 26 апреля 1963 года Раздольский сельский совет числился в составе Туапсинского района Краснодарского края. Затем был возвращён в подчинение Адлерскому району г. Сочи. Позже он был переподчинён Хостинскому району г. Сочи: по состоянию на 1985 год Раздольский сельсовет относится к Хостинскому району г. Сочи. В 1990-е годы сельсовет был преобразован в сельский округ.

## Население
| 2002 | 2010  |
| ---- | ----- |
| 7074 | ↗7535 |

Население округа в 2010 году составило 7935 чел. В основном это русские и армяне.

## Администрация
Адрес администрации сельского округа: 354064, г. Сочи, село Краевско-Армянское, ул. Измайловская, д. 57.
Главы администрации Раздольского сельского округа:
- Чаклин Иван Кузьмич, с 24 мая 2023 года
- Добромыслов Сергей Владимирович
- Корелов Павел Николаевич

## Населённые пункты
В состав сельского округа входят 7 населённых пунктов:
| № | Населённый пункт   | Тип нп | Население (чел.) |
| - | ------------------ | ------ | ---------------- |
| 1 | Богушёвка          | село   | ↗349             |
| 2 | Верховское         | село   | ↗184             |
| 3 | Измайловка         | село   | ↘1290            |
| 4 | Краевско-Армянское | село   | ↗3709            |
| 5 | Прогресс           | село   | ↗1608            |
| 6 | Раздольное         | село   | ↗5460            |
| 7 | Семёновка          | село   | ↗237             |